# Oxyspirura
Oxyspirura ist eine Gattung der Rollschwänze mit 50 Arten und die einzige Gattung in der Unterfamilie Oxyspirurinae. Sie sind Parasiten der Augen bei Säugetieren und Vögeln.

## Merkmale
Die Oxyspirurinae und damit auch die Vertreter der Gattung Oxyspirura sind Thelaziidae bei denen die Innenauskleidung der Mundhöhle oft mit Zähnen bewaffnet ist. Der Ösophagus ist untergliedert. Die Vulva liegt nahe des Anus. Das Hinterende ist bei beiden Geschlechtern spitz zulaufend.

## Systematik
Das Interim Register of Marine and Nonmarine Genera weist folgende Arten aus:
- Oxyspirura altensis Oliveira Rodrigues, 1962
- Oxyspirura anacanthura Molin, 1860
- Oxyspirura bosei Devamma, 1979
- Oxyspirura buccosulcata Singh, 1948
- Oxyspirura cephaloptera Molin, 1860
- Oxyspirura cochlearispiculata Caballero, 1951
- Oxyspirura congolensis Ezzat & Tadros, 1958
- Oxyspirura crami Khalil, 1932
- Oxyspirura cruzi Rodriguez, 1962
- Oxyspirura dendropicosi Vuylsteke, 1953
- Oxyspirura elani Sandground, 1930
- Oxyspirura heteroclita Molin, 1860
- Oxyspirura hexapapillata Devamma, 1979
- Oxyspirura mansoni Cobbold, 1879
- Oxyspirura matogrosensis Rodrigues, 1963
- Oxyspirura navali Caballero, 1936
- Oxyspirura octopapillata Caballero, 1942
- Oxyspirura opthalmica (Linstow, 1903)
- Oxyspirura parmari Gupta & Kazim, 1979
- Oxyspirura peipingensis Hsu, 1932
- Oxyspirura petrovi Skrjabin, 1929
- Oxyspirura petrowi Pence, 1972
- Oxyspirura pici Borgarenko, 1984
- Oxyspirura pusillae Wehr & Hwang, 1957
- Oxyspirura rysavyi Baruš, 1963
- Oxyspirura schulzi Skrjabin, 1929
- Oxyspirura skrjabini Devamma, 1979
- Oxyspirura sygmoidea Molin, 1860
- Oxyspirura tanasijtschuki Skrjabin, 1916
- Oxyspirura turcottei Addison & Prestwood, 1978
- Oxyspirura turdi Borgarenko, 1980
- Oxyspirura turnicis Devamma & Balamani, 1986
- Oxyspirura wittei Schuurmans-Stekhoven, 1937
- Oxyspirura yehi Ali, 1960
- Oxyspirura youngi Addison, Forrester, Whitley & Curtis, 1986

Synonyme der Gattung sind Barusispirura Chabaud, 1975, Caballeroispirura Baruš, 1963, Cramispirura Skrjabin, 1931, Hamulofilaria Chandler, 1924, Molinospirura Oliveira Rodrigues, 1964, Skrjabinispirura Baruš, 1963 und Yorkeispirura Skrjabin, 1931.